# Cui Haojing
Cui Haojing (* 18. Februar 1986) ist ein ehemaliger chinesischer Sprinter, der sich auf den 400-Meter-Lauf spezialisiert hat.

## Sportliche Laufbahn
Erste Erfahrungen bei internationalen Meisterschaften sammelte Cui Haojing im Jahr 2009, als er bei den Asienmeisterschaften im heimischen Guangzhou in 3:06,60 min gemeinsam mit Jie Zhou, Wang Youxin und Liu Xiaosheng die Silbermedaille mit der chinesischen 4-mal-400-Meter-Staffel hinter dem Team aus Japan gewann. Anschließend belegte er bei den Ostasienspielen in Hongkong in 48,16 s den fünften Platz über 400 Meter und gewann mit der Staffel in 3:08,63 min die Silbermedaille hinter dem japanischen Team. 2013 siegte er dann in 3:07,27 min mit der Staffel bei den Ostasienspielen in Tianjin und beendete daraufhin seine aktive sportliche Karriere im Alter von 25 Jahren.

## Persönliche Bestzeiten
- 400 Meter: 46,79 s, 8. September 2013 in Shenyang
  - 400 Meter (Halle): 48,37 s, 13. Februar 2012 in Nanjing